# Cavaillon
Cavaillon (provansalsko Cavalhon/Cavaioun) je mesto in občina v jugovzhodnem francoskem departmaju Vaucluse regije Provansa-Alpe-Azurna obala. Leta 2010 je mesto imelo 24.951 prebivalcev.

## Geografija
Kraj leži v francoskem regijskem parku Luberon ob reki Durance, 29 km jugovzhodno od Avignona.

## Administracija
Cavaillon je sedež istoimenskega kantona, v katerega so poleg njegove vključene še občine Caumont-sur-Durance, Cheval-Blanc, Maubec, Robion in Taillades z 41.677 prebivalci.
Kanton je sestavni del okrožja Apt.

## Zanimivosti
- nekdanja katedrala Notre-Dame-et-Saint-Véran, sedež škofije; ozemlje slednje je bilo s konkordatom leta 1801 priključeno škofiji v Avignonu.